# L'uccello migratore
L'uccello migratore è un film del 1972 diretto da Steno.

## Trama
Andrea Pomeraro è un insegnante di storia nella località immaginaria siciliana di Castropietro. Durante una lezione all'aperto riceve una lettera da suo zio, un politico che risiede a Roma e che grazie al suo interessamento è riuscito a fargli ottenere un trasferimento in un liceo della capitale.
Giunto sul posto, incontra lo zio che gli mette a disposizione un appartamento, ma ad una condizione: questo deve fungere anche come alcova per gli incontri fedifraghi dello stesso onorevole, in quanto sposato. I due per, evitare incontri inopportuni, si mettono d'accordo con un sistema: mostrare dal balcone la bandiera italiana significa che la casa è già occupata.
Il primo approccio di Andrea con la sua collega Delia Benetti e gli studenti non è felice, poiché ha sostituito il professor Verdirame, molto amato dai ragazzi. Nonostante gli avvertimenti della professoressa Delia, Andrea perde la pazienza e causa una sorta di sommossa, venendo rimproverato dal preside.
Andrea è affascinato dalla bellezza di Delia, e in un momento favorevole tenta un approccio, ma lei lo respinge. Allo stesso tempo l'uomo però è attratto anche da una sua allieva, e quando Delia se ne rende conto, sfoga la gelosia sulla ragazza: Andrea, accortosi del fatto, istintivamente rende lo schiaffo a Delia, senza capirne il motivo.
Il liceo intanto viene preso d'assalto dagli studenti e diventa il quartier generale del movimento studentesco, a capo del quale viene eletto proprio Andrea. Anche il suo appartamento non viene risparmiato e questo gli crea altri problemi con lo zio onorevole. Inizialmente l'intenzione di Andrea è solo quella di approfittare della sua allieva, ma quando lei gli si concede sessualmente riesce a portarlo subito dalla sua parte. Delia, però è innamorata di Andrea e non esita a fare l'amore con uno dei suoi studenti, Aldo, pur di ottenere da lui un documento compromettente che potrebbe minacciare il posto d'insegnamento del suo collega. Quando però Aldo tenta di metterle le mani addosso, lei finge di avere sete e beve per errore della benzina, fortunatamente senza gravi conseguenze.
Nel frattempo lo zio di Andrea viene ingessato dopo un incidente. Per riparare al danno causato dal nipote, offre un'opportunità ad Andrea per uscire indenne dalla situazione: firmare una dichiarazione in cui dichiara di essere stato costretto a organizzare i disordini nel liceo sotto la minaccia degli studenti. Al suo rifiuto Andrea viene rispedito in Sicilia.